# Sankt Andreasberg
Sankt Andreasberg è una frazione del comune tedesco di Braunlage, in Bassa Sassonia.

## Storia
Sankt Andreasberg costituì un comune autonomo con status di città fino al 1º novembre 2011.